# Desmatosuchinae
Desmatosuchinae é uma das duas subfamílias de aetossauros, o Aetosaurinae é a outra subfamílias. É um táxon-tronco que é a base de todos os aetossauros mais estreitamente relacionado com os Desmatosuchus como ancestral comum o Desmatosuchus e Stagonolepis. Todas as sinapomorfias para diagnosticar o clado pode ser encontrado nas osteodermas. Estes incluem articulações macho-e-fêmea presente nas placas dorsal paramediana pré-sacral e grandes picos nas placas laterais cervical, dorsal e caudal.